# Ottorino Volonterio
Ottorino Volonterio (7 december 1917 - 10 maart 2003) was een autocoureur uit Zwitserland. Tussen 1954 en 1957 nam hij deel aan 3 Grands Prix Formule 1 voor het team Maserati, maar scoorde hierin geen WK-punten.